# Аджиев, Руслан Дадаевич
Руслан Дадаевич Аджиев (род. 25 июля 1963, Рыбачье) — советский и киргизский футболист, нападающий и полузащитник.

## Биография
Воспитанник фрунзенской РСДЮСШОР. На взрослом уровне дебютировал в 1980 году в составе ведущего клуба республики — «Алги» во второй лиге и провёл в команде пять сезонов. В 1985 году был в составе бакинского «Нефтчи», но ни одного матча не сыграл. Затем выступал за ферганский «Нефтяник», а в 1988 году провёл один сезон в первой лиге в составе «Таврии». С 1989 года и до распада СССР снова играл за «Алгу». Всего в составе бишкекского клуба сыграл не менее 220 матчей и забил 76 голов.
В начале 1990-х годов играл в высшем дивизионе Болгарии за «Минёр» (Перник) и «Славию» (София). Также играл за клуб чемпионата Туниса «Сфаксьен», клуб чемпионата Казахстана «Шахтёр» (Караганда) и в одном из низших дивизионов Греции за «Харавгиакос» (Афины). В 1995—1996 годах выступал в первой и третьей лигах России за «Ладу» (Тольятти) и «Газовик» (Оренбург).
В промежутках между зарубежными периодами карьеры выступал за клубы чемпионата Кыргызстана — «Спартак» (позднее — «Ак-Марал») из Токмака, «КВТ-Динамо» (Кара-Балта), «АиК» (позднее — «Национальная Гвардия») из Бишкека. Последним клубом футболиста стал в 2000 году бишкекский «Эколог».
Принимает участие в соревнованиях ветеранов в Кыргызстане.

## Личная жизнь
Брат Назим (род. 1967) тоже был футболистом, выступал за сборную Кыргызстана. В ряде команд («Ак-Марал», «Шахтёр» Караганда, «Газовик» Оренбург, «Гвардия») братья играли вместе.